# Eugenia Rosa Ruben
Eugenia Rosa Ruben, född 30 mars 1871 i Stockholm, död 17 maj 1926 i Hedvig Eleonora församling i Stockholm, var en svensk målare.
Hon var dotter till Ludvig Ruben och operasångaren Gurli Lublin och gift med grosshandlaren Christian Haman Pyk samt mor till Margit och Sven Pyk. Ruben studerade först konst för sin far innan hon studerade vid Konstakademien 1888. Merparten av hennes produktion finns i privata samlingar. Makarna Pyk är begravda på Norra begravningsplatsen utanför Stockholm.  